# Гандер (озеро)
Озеро Гандер розташоване в центральній частині острова Ньюфаундленд в канадській провінції Ньюфаундленд і Лабрадор. Це третє за площею озеро Ньюфаундленду. 
Розміри озера: 56 км завдовжки і кілька кілометрів завширшки, озеро орієнтоване приблизно на північний захід – південний схід. Місто Гандер розташоване на північному березі приблизно в його середині, а міста Епплтон і Гленвуд розташовані на західному березі озера, на берегах річки Гандер . Глибина озера Гандер сягає 288 м. 
Це основне джерело води для міст Гандер, Епплтон і Гленвуд.

## Доступ
Біля південно-східного берега озера, за 12 км від міста Гандер є невелика штучна гавань, вирубана в кар’єрі, широко відома як «Мала гавань». Ця зона містить бетонний катерний причал для громадських човнів та зону для вогнища для одноденних поїздок. Розташування кемпінгу в безпосередній зоні від причалу для човна сприймається несхвально, якщо не прямо заборонено. Однак є два галькові пляжі, які використовуються для ночівлі в наметах; до пляжів  можна дістатися ґрунтовими дорогами навколо бухти. Човнярі мають доступ як до галькових, так і до піщаних пляжів, які простягаються вздовж обох боків озера, таких як пляж, широко відомий як «п’ятнадцятимильний струмок», який чудово підходить для кемпінгу. Інші добре відомі території озера включають «Бухту Ганта», «Південно-західну», «Річку Гандер» і «Яму Денті».